# Kumanovói csata
A kumanovói csata (cirill betűkkel: Кумановска битка) az első Balkán-háború egyik csatája volt, mely 1912. október 23–24-én zajlott, és a szerb hadsereg győzelmével ért véget. A csata eredményeként az oszmán hadsereg kiürítette Makedónia jelentős részét, mely a Szerb Királyság ellenőrzése alá került.

## Előzmények
Miután a Balkán-szövetség 1912. október 8-án hadat üzent az Oszmán Birodalomnak, három fronton indítottak támadást. A bolgár hadsereg Trákiát rohanta le, a görögök Dél-Albánia és Dél-Makedónia ellen vonultak. A szerb hadvezetőség elsődleges terve az oszmán hadsereg makedóniai alakulatainak szétzúzása volt, mielőtt az oszmán hadvezetőség erősítést küldhetne a térségbe. Ennek érdekében elsődleges fontosságú volt a Vardar folyó völgyének, valamint az Ovče Pole-fennsíknak az elfoglalása. A célkitűzések eléréséért három hadsereget vetettek be, főparancsnokká Radomir Putnik tábornokot téve meg. A hadseregek mozgósításával párhuzamosan egy kisebb katonai egységet a Szandzsák megszállására küldött a hadvezetőség.
Az oszmán hadvezetőség (elsősorban Colmar von der Goltz német tábornok) által kidolgozott haditerve azonban nem tulajdonított Makedóniának nagy jelentőséget a háború lefolyásában. A terv szerint az oszmán csapatoknak Makedóniában védelemre kellett berendezkedniük, szükség esetén visszavonulniuk Albánia északi részéig, míg a trákiai fronton győzelmet nem aratnak a bolgárokkal szemben. A hadsereg vezérkari főnöke, Nazim pasa keresztülvitte akaratát, miszerint egy meglepetésszerű offenzívát kell végrehajtani Makedóniában és Trákiában egyszerre. Ennek megfelelően megkezdődött az oszmán hadsereg mozgósítása, ez azonban nagyon lassan haladt. A Makedónia fő védelmi erejét képező Vardar Hadsereg (Halepli Zeki pasa parancsnoksága alatt) a szerb offenzíva megkezdésekor mindössze 65 000 katona felett rendelkezett, a támadók létszáma ennek több mint duplája volt.
Már a támadás megkezdése előtt történtek határincidensek a szerb–oszmán határszakaszon. Október 15-én szerb csetnikek saját szakállukra megtámadtak egy oszmán helyőrséget, mire ők ellentámadásba lendültek, de a szerb határon a reguláris szerb hadsereg feltartóztatta előrenyomulásukat. A határkonfliktus október 19-ig tartott, mikor az oszmánok visszavonulásra kényszerültek. Október 21-én a harmadik szerb hadsereg megkezdte támadását az Oszmán Birodalom ellen, 22-én komolyabb ellenállás nélkül bevonulva Pristinába. Ugyanaznap estére elérték a Pčinja folyót, mely elválasztotta őket Kumanovótól.
Zeki pasa elhatározta, hogy megakadályozza Kumanovo elfoglalását, így megkezdte az oszmán támadás előkészületeinek kidolgozását. A szerb VI. hadtest azonban időközben átkelt a Pčinja folyón és az oszmán táborral szemben helyezkedett el. A hadsereg többi része a folyó bal partján maradt.

## A csata
Október 23-án délelőtt, 11 órakor az oszmán tüzérség lőni kezdte a szerb hadsereg balszárnyának állásait, majd a gyalogság is támadásba lendült és visszavonulásra kényszerítette a szerb 18. ezredet. Az oszmán csapatok egy rövid hezitálását kihasználva azonban a szerb 7. ezred a 18. ezred védelmére sietett és visszavetette az oszmánokat, majd a 8. ezred támogatásával átkelt a folyó jobb partjára. Délutánra a szerbek a frontvonal teljes szakaszán visszavonulásra kényszerítették az oszmánokat, majd a nap hátralevő része a szerb tüzérség oszmánokra zúdított támadásával telt el.
A csata első napja alatt az első szerb hadsereg parancsnoksága gyakorlatilag semmilyen információval nem rendelkezett a fronton uralkodó helyzetről, így nem rendelkezve adatokkal a szemben álló hadseregről, a szerb főtisztek azt a következtetést vonták le, hogy csak egy kisebb elővéd sereggel állnak szemben. Ennek megfelelően utasították a csapatokat, hogy nyomuljanak tovább déli irányba. Október 24-én éjjel azonban az előrenyomuló szerbeket heves támadás érte az oszmánok részéről, súlyos veszteségeket okozva nekik.
Hajnali 5:30-kor az oszmán hadsereg jobb szárnya ellentámadásba lépett, megkísérelve az ellenség átkarolását. A támadás kezdetben sikerrel kecsegtetett, de reggeli 10 óra körül a nyomás alatt levő egységek támogatására gyalogos és lovas hadosztályok érkeztek, akik délre megállították az oszmán előrenyomulást.
A csata alatt tömegesen megkezdődött az oszmán katonák dezertálása, így a folytatódó szerb támadás hatására az oszmánok fokozottan visszavonultak, feladva Kumanovót, ezt követően az oszmán csapatok egysége fel is bomlott. Egy részük Szkopjebe, a maradék Štipbe menekült, a szerbek azonban nem vették üldözőbe őket, ennek valószínűleg legfőbb okának a szerb hadvezetőség téves meggyőződése számított, mely szerint Kumanovónál csak egy jelentéktelenebb oszmán hadsereget győztek le, a Vardar Hadsereg fő része pedig az Ovoce Polén állomásozik.

## Következmények
A kumanovói csata döntő fontosságú volt az első Balkán-háború makedóniai frontjára nézve. Nazim pasa terve a megelőző offenzívára elvesztette aktualitását, a Vardar Hadsereg pedig – miután Kumanovónál elvesztette tüzérségi eszközeinek jelentős részét – kénytelen volt feladni a Vardar folyó völgyét, majd Szkopjéből is harc nélkül kivonult, Prilepig meg sem állva. A szerb csapatok október 26-án vonultak be Szkopjébe, majd itt három részre szakadtak. Az első hadsereg Prilepet vette ostrom alá, a második hadsereg a bolgárok segítségére sietett, közösen ostrom alá véve Edirne várost. A harmadik hadsereg Metohiján keresztül Észak-Albániába nyomult, célul tűzve ki az Adriai-tenger partvidékének elérését.